# Aistulf
Aistulf (ca. 700-756) was koning van de Longobarden van 749 tot 756. 

## Veroveringen
Hij kwam aan de macht in 749 toen zijn broer Ratchis besloot monnik te worden. Hij keerde terug naar een agressievere veroveringspolitiek. In 751 veroverde hij, naar het voorzichtige plan van zijn broer, het exarchaat Ravenna, tot ontsteltenis van paus Zacharias. Aistulf kwam nooit onder de indruk van pauselijke interventies, ook nu niet (in tegenstelling tot zijn afgetreden broer Ratchis). In 753 reisde de nieuwe paus Stephanus II (III) - op verzoek van Constantijn V van Byzantium - naar Pavia om Aistulf tot teruggave van Ravenna te bewegen. Deze ging daar echter niet op in. Aistulf viel in 754 de Kerkelijke Staat binnen, waarop de paus de hulp van Pepijn de Korte inriep. 

## Franken in Italië
Stefanus III reisde over de Alpen om de hulp van Pepijn af te smeken. Dit manoeuvre van de paus was ongezien en gaf aan wie de echte machtshebber werd in het Westen. De Frankische bisschop Chrodegang begeleidde de paus doorheen zijn reis in het Frankische Rijk. In 755 werd Aistulf verslagen door het Frankische leger van Pepijn onder leiding van diezelfde Chrodegang. De Franken namen Pavia in en kregen Aistulf zo ver kreeg dat hij de teruggave van Ravenna beloofde in het verdrag van Pavia (756). Aistulf loste zijn belofte nooit in, want Pepijn ging kort na zijn overwinning terug naar Francia met buit en gijzelaars, alsook met de titel patricius romanus als dank omdat hij het veroverde land geschonken had aan de paus (donatio pepini). 

## Nalatenschap van Aistulf
Aistulf stierf door een val van zijn paard op de jacht (756). Aistulf had geen nakomelingen. Zijn broer-monnik Ratchis volgde hem kort op (756-757). De nieuwe koning Desiderius zou de laatste koning der Longobarden worden.
De veroveringspolitiek van Aistulf was afgeblokt door een nieuwe machtige entiteit in Midden-Italië: de Pauselijke Staat, gecreëerd met Frankische hulp. De macht van de Longobarden en van de Byzantijnen was over haar hoogtepunt heen in Italië.